# Defendu/Gutter Fighting
Defendu oder auch Gutter Fighting war eine Nahkampfart, die von William E. Fairbairn und Eric Anthony Sykes entwickelt wurde. Es ist nicht mit dem fast gleichlautendem System Defendo von Bill Underwood zu verwechseln, welches eine entschärfte Variante des Combato darstellt. Modern Defendo ist ein anderes System, dass möglicherweise auf Defendu und Gutter Fighting aufbaut, aber es um Elemente erweitert.
Zuerst kam die Nahkampfart zur Schulung der Polizei in Shanghai, damals um 1920 mit vielen Kriminellen einer der gefährlichsten Orte auf der Erde. Schließlich entwickelte sich das ständig erweiterte und sich verändernde System aus einer Zusammenstellung vereinfachter Kampfkunstformen und zu einem recht effizienten System zusammengefügten Kampfsportarten für kurze Zeit zu einer Kriegskunst, in der Agenten und Soldaten geschult wurden. Nach dem Zweiten Weltkrieg kam diese Entwicklung jedoch zum Liegen, und Defendu starb aus, durch Bücher und die Inspiration für andere Systheme lebt das Defendu jedoch fort, und Techniken des militärischen Nahkampfes beinhalten viel, was auch schon im Nahkampfsysthem Defendu gelehrt wurde. Es gab keine Gürtel, keine Gradierungen, und auch keinen Dachverband. William E. Fairbairn vereinfachte Asiatische Kampfkünste für den Gebrauch von Soldaten, oder Zivilpersonen, die keine Zeit haben, ständig zu lernen. Er war Vorreiter der Combatives, wo wissenswertes in möglichst kurzer Zeit vermittelt wird.

## Entstehung des Defendu
Basierend auf seiner Ausbildung und seinem Wissen in Boxen, Wrestling, Savate, Jujutsu, Judo und Straßenkämpfen, an denen er während seiner Polizeiarbeit beteiligt war, begann Fairbairn, sein eigenes Nahkampfsystem zu entwickeln, das er zunächst als „Defendu“ bezeichnete. Es wurde so konzipiert, dass es einfach zu erlernen ist und effektive Ergebnisse liefert. Fairbairn veröffentlichte 1926 sein Buch Defendu (nachgedruckt als Scientific Self Defense 1931), das diese Methode illustrierte, und hier tauchte zum ersten Mal der Begriff „Defendu“ auf. Defedu klingt etwas Asiatisch und nach defence, englisch für Verteidigung. Vermutlich mit dem Versuch, die Originalität von Fairbairns Material hervorzuheben, und den Klang des Kampfsysthems aggressiver zu machen, tauchte der Begriff daher in dem Buch Scientific Self-Defence von 1931 nicht mehr auf. Stattdessen wurde das System in Büchern beispielsweise als Fairbairns System bezeichnet.
Fairbairn wurde von den Briten aufgefordert, bei der Ausbildung alliierter Truppen im Zweiten Weltkrieg zu helfen. Fairbairn und andere erweiterten dieses System, um das Nahkampfsystem zu schaffen, das dann den Truppen beigebracht wurde. Dieses System wurde auf Defendu aufgebaut, aber eher für militärische Anwendungen als für Polizei und Aufstandskontrolle modifiziert.
Das ursprüngliche Defendu war auf Selbstverteidigung ausgerichtet, jedoch ohne den Gegner tödlich zu verletzen, während sich das Close Quarters Combat-System auf die schnelle Deaktivierung eines Gegners mit potenziell tödlicher Kraft konzentrierte. Die militarisierte Version von Defendu ist im Militärhandbuch All in Fighting 1942 beschrieben, das als Ergänzung während des Close Quarters Combat-Trainings im Zweiten Weltkrieg für britische Spezialkommandos und die Amerikanischen Soldaten verwendet wurde. Dieses Buch wurde später in einer zivilen Ausgabe unter dem Namen: Get Tough! Wie man im Nahkampf gewinnt veröffentlicht. Das Close Quarters Combat-System von Fairbairn wird auch in Rex Applegates Buch Kill or Get Killed beschrieben.
Fairbairn veröffentlichte mehrere weitere Bücher zum Thema Selbstverteidigung, der Name Defendu taucht darin allerdings nicht mehr auf.
Im Zweiten Weltkrieg wurde Defendu unter Namen wie Gutter Fighting zu einer Kampfkunst für FBI, CIA, US-Army, britische Agenten und Spezial-Kräfte.
Defendu wird auch als britische Kampfkunst bezeichnet, was aber falsch ist, wenn man betrachtet, dass es mit Einfluss aus vielen verschiedenen anderen Kampfsportarten entstanden ist, die aus anderen Erdteilen stammen. Fairbairn Sykes und Erich Anthony Sykes waren als die Urheber jedoch Briten.

## Basis-Prinzipien
Defendu ermutigt seine Praktizierenden, eine Konfrontation so schnell wie möglich mit „unfeinen“ Mitteln zu beenden, indem sie schnell wichtige Bereiche (wie Leistengegend, Hals, Seite des Halses, Schienbein, Augen, Ohren usw.) angreifen, indem sie nur mehrere pragmatische Mittel verwenden und kräftige Schläge. Diese Schläge werden als Methode gelehrt und nicht als isolierte Schläge, die in traditionellen Kampfkünsten zu finden sind. Richtig ausgeführt, „verketten“ sich diese Schläge. Defendu wurde auch so konzipiert, dass es aufgrund des extrem komprimierten Lehrplans in wenigen Tagen gemeistert werden kann. Den Schülern wird auch beigebracht, immer die Initiative zu ergreifen, Kunstgriffe einzusetzen und offensiv zu bleiben. In den Büchern zu diesem Kampfsystem wird nicht auf Schlagabwehr eingegangen, der Fokus liegt nicht darauf. In alten Filmaufnahmen sind jedoch Schlagabwehr, Ring- und Ausweichmanöver zu sehen.
Fairbairn sagte über das Nahkampfsystem:
„Es ist nicht darauf ausgelegt, mit dem Boxer oder Judo-Experten zu konkurrieren; Die Techniken dienen dazu, sich selbst aus einer bedrängnisvollen Situation herauszuziehen. Wenn du erwischt wirst, bist du unten, und du bist weg, wenn du nicht angreifst... Und behalte im Kopf, es ist ‚Gutterfighting‘: jedes Mittel, fair oder unfair, setzt du ein um dein Leben zu retten“.
Gutterfighting ist militärisch, und in seinen Techniken nicht für die Anwendung im zivilen Bereich ausgelegt, wie dieses Zitat deutlich macht.
| Kennzeichen des Gutterfightings nach den Büchern von William E. Fairbairn und Videomaterial |
| --- |
| - Fingerstiche in die Augen werden mit allen Fingern ausgestreckt durchgeführt, nicht nur mit zweien. |
| - Schläge mit den Handinnenflächen auf die Ohren, auch beidhändig, analog zum Telefone im Capoeira |
| - Keine komplizierten Tritte, erst recht nicht über Bauchhöhe, viele Kniestöße |
| - Handkantenschläge gegen Hals/Nacken, auf Gelenke (entgegen der anatomisch vorgesehenen Bewegungsrichtung), Nieren, Zahnreihen (Backe) |
| - Ellenbogengelenkshebel (besonders Streckhebel nach oben (Gegner jetzt in Transporthaltung) oder auch Hebeln am Ellenbogengelenk nach unten mit dabei kreisförmig nach unten bringen, von Fairbairn wird gezeigt, das dabei mit der zweiten Hand das Ellenbogengelenk umfasst wird). |
| - mehrere Schläge/kein Stoppen des Konterangriffes |
| - Handballenschläge gegen das Kinn, dabei Finger ausstrecken (um gleich in die Augen stechen/drücken zu können) statt anwinkeln |
| - offensives Kampfverhalten/sofortiger Konterangriff |
| - Gegnerischen Arm einklemmen |
| - Nah rangehn an den Gegner |
| - Wenn der Gegner auf dem Boden liegt, unter anderem „smash your opponent into the ground“-move, hochspringen, und mit beiden Beinen auf den Gegner treten. Dieser Tritt birgt die Gefahr, selbst umzufallen, und kommt deshalb in anderen Kampfsysthemen so gut wie nicht vor.       |
| - (improvisierte) Waffennutzung, zum Beispiel Bleistift in Nervenreinrammpunkte rammen, wie hinters Ohr. |
| - Hammerschläge mit geballter Faust. |
| - den Aufzeichnung nach wurden zumindest nach Fairbairns Lehren keine Schläge mit den Fingerknöcheln als Kontaktfläche gelehrt. |
| - Würfe |
| - Gegnerischen Schlägen ausweichen, oder so hinstellen das der andere nicht schlagen kann (was auch durch dem Ringen ähnliche Bewegungsabläufe mit viel Körperkontakte geschieht, man schmiegt sich richtig an den Gegner, aber so, dass man nicht geschlagen wird).                  |
| - Gleichgewicht des Gegners brechen |
| - Tritt aus jeder Richtung gegens Knie, bzw. Kniekehle, um den Gegner zu Fall zu bringen. |
| - Würgen/Würgegriffe |
| - Griff an die Genitalien |
| - Ellenbogenstöße |
| - Mit dem eigenen Fuß auf den Fuß des Gegners treten |
| - Fesselungsmethoden wie mit den eigenen Füßen um einen Baum (schmerzhafter Hebel durch Körpereigengewicht, funktioniert nur bei Stiefelträgern) etc. |
| - Haare ziehen |
| - Ein weiteres Merkmal von Gutter Fighting ist das zurückbiegen eines gegnerischen kleinen Fingers, um einen Griff zu lösen. |